# (85166) 1989 OC
(85166) 1989 OC là một tiểu hành tinh vành đai chính. Nó được phát hiện bởi Robert H. McNaught ở Đài thiên văn Siding Spring ở Coonabarabran, New South Wales, Australia, ngày 21 tháng 7 năm 1989.